# Hygrocybe ceracea
Hygrocybe ceracea (Franz Xaver von Wulfen, 1781 ex Paul Kummer, 1871), sin. este o specie saprofită de ciuperci comestibile răspândită, dar nicăieri frecventă, din încrengătura Basidiomycota în familia Hygrophoraceae și de genul Hygrocybe. O denumire populară nu este cunoscută. În România, Basarabia și Bucovina de Nord se dezvoltă adesea imediat după o perioadă de ploaie, în grupuri și mănuchiuri, în pajiști, pășuni, parcuri, grădini, în locuri cu mușchi, pe sol nefertilizat, nisipos și acid. Timpul apariției este din (iunie) iulie până în noiembrie.

## Taxonomie

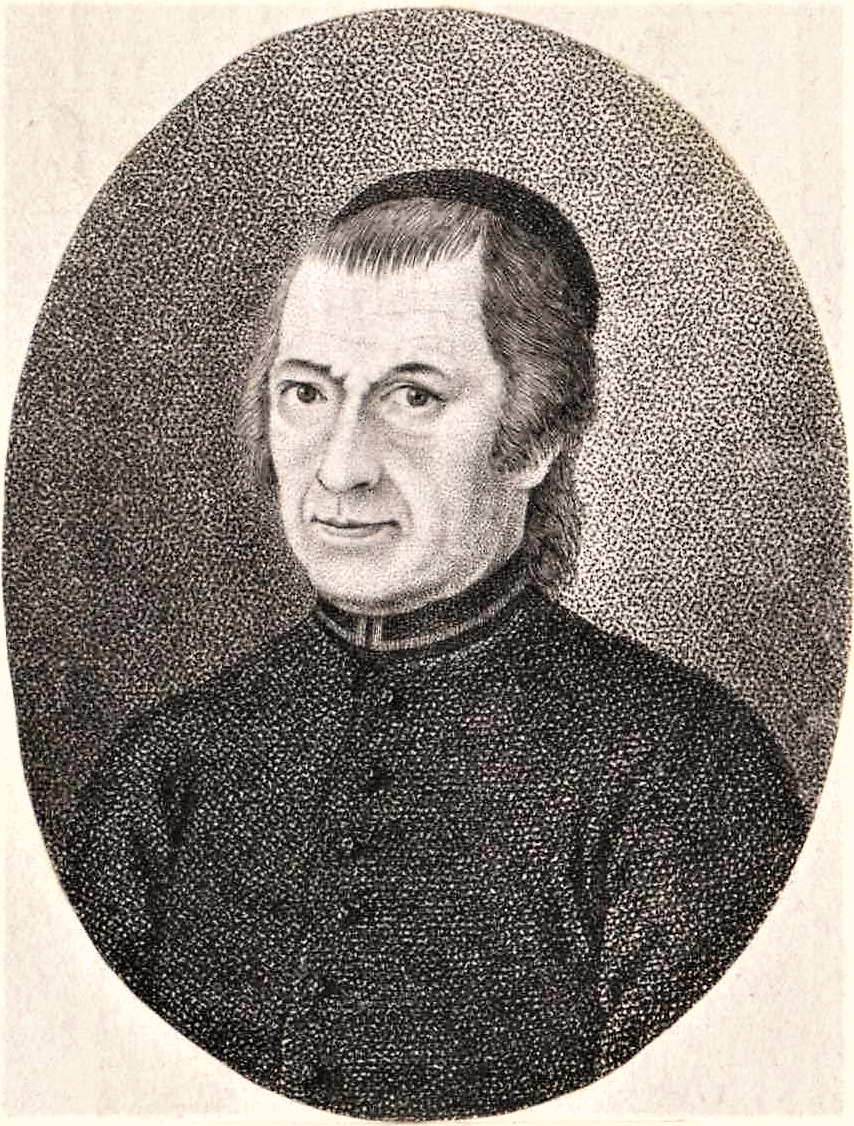
Franz Xaver von Wulfen

Numele binomial a fost determinat de cunoscutul savant austriac Franz Xaver von Wulfen în volumul 2 al operei Miscellanea austriaca ad botanicum, chemiam et historiam naturalem spectantia din 1781. Apoi, în 1836, renumitul om de știință Elias Magnus Fries a mutat specia la genul Hygrophorus, de verificat în cartea sa Anteckningar öfver de i Sverige växande ätliga Svampar. În sfârșit, micologul german Paul Kummer a transferat specia sub păstrarea epitetului la genul creat de el, anume Hygrocybe, în opera sa principală Der Führer in die Pilzkunde: Anleitung zum methodischen, leichten und sicheren Bestimmen der in Deutschland vorkommenden Pilze mit Ausnahme der Schimmel- und allzu winzigen Schleim- und Kern-Pilzchen, dând-ui astfel numele valabil până în prezent (2023).
Epitetul specific este derivat din adjectivului latin (latină ceraceus=ceros), datorită aspectului exterior al pălăriei precum al caracteristicii cuticulei.

## Descriere

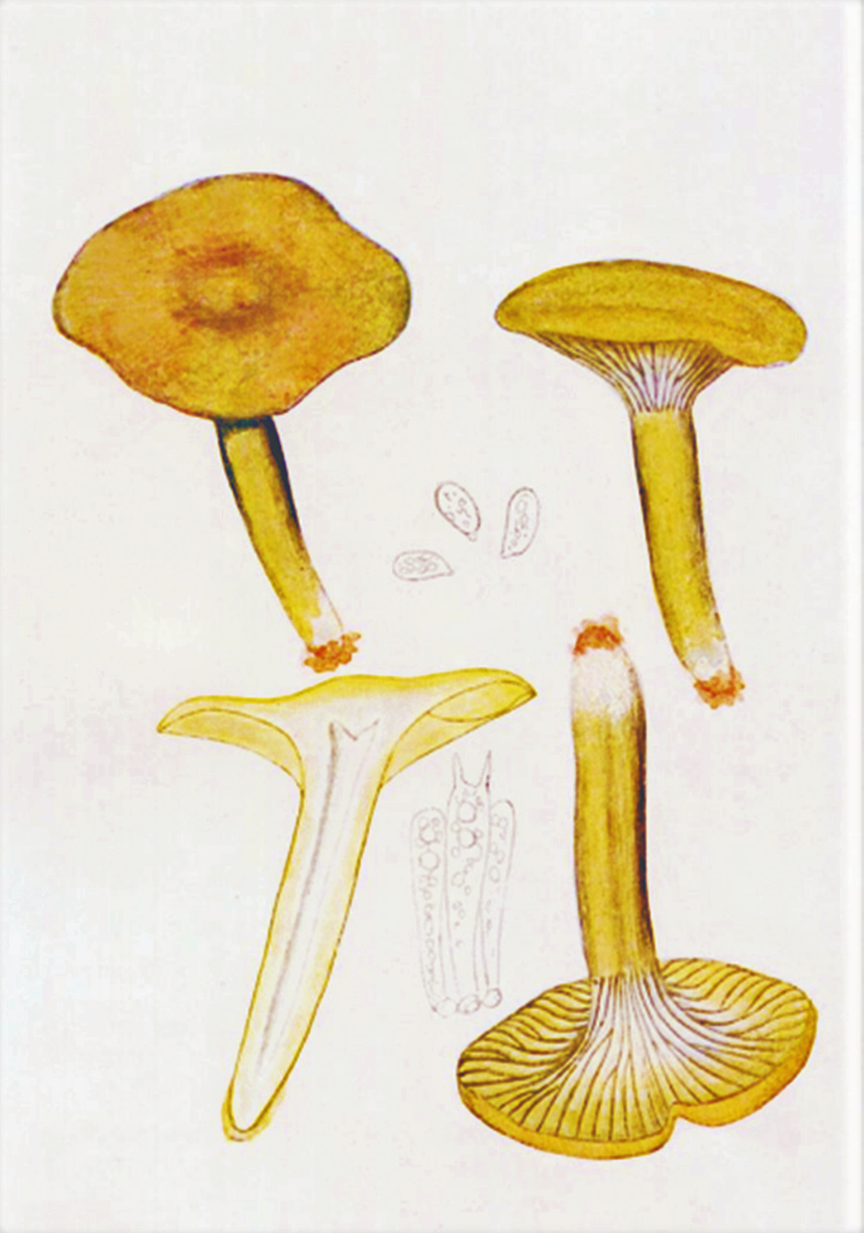
Bres.: Hygrophorus ceraceus

- Pălăria: are un diametru între 2 și 5 cm, este destul de subțire, fragilă, higrofilă, inițial emisferică, apoi convexă și în sfârșit adesea adâncită central cu marginea crestată, canelată, neregulată și ondulată, răsucită în sus. Cuticula netedă, oarecum ceroasă, ușor lipicioasă, dar niciodată vâscoasă se decolorează spre albicios odată cu vârsta, datorită higrofanității, coloritul fiind galben strălucitor, galben auriu, portocaliu pal sau roșu-portocaliu. Nu înnegrește după apăsare sau leziune.
- Lamelele: albicios-gălbuie până la galben-portocalii sunt moi, groase, ceroase și distanțate, slab bulboase, cu lameluțe intercalate de lungime diferită, ocazional chiar și bifurcate, fiind fie larg atașate, fie oarecum decurente la picior. Muchiile netede sunt mai deschise, albicioase.
- Piciorul: lucios, ușor vâscos când este tânăr, dar în curând uscat, neted, fragil, ceros, tubular gol pe dinăuntru, cu o lungime de 3-6 cm și o grosime de 0,3-0,5 (0,7) cm este cilindric, uneori ceva comprimat și îndoit cu baza adesea subțiată. Coloritul variază de la galben ceros, peste galben strălucitor, galben auriu până la portocaliu pal. Nu prezintă un inel.
- Carnea: gălbuie care nu se decolorează în contact cu aerul după o secțiune este lipsit de substanță, fragilă și foarte moale. Mirosul este neremarcabil, gustul fiind blând, dar fără aromă.[3][4]
- Caracteristici microscopice: are spori hialini (translucizi), zvelți predominant sub-elipsoidal, mai rar încorsetați, cu o dimensiune de 5,8-10 x 2,8-5,1 microni. Pulberea lor este albă. Basidiile cu catarame sunt clavate, cu preponderent 4 sterigme fiecare și măsoară 40-45 x 7-8 microni. Pileocistidele (elemente sterile de pe suprafața pălăriei) constau dintr-un trichoderm de hife  hife ascendente și ridicate, strânse la septuri cu elemente scurte de 7-14 µm lățime și multe capete libere cu elemente terminale de 55-90 x 9-18 microni, în straturi inferioare cu pigmenți galbeni. Pleurocistide (elemente sterile situate în himenul de pe fețele lamelor) sunt formate de elemente destul de scurte cilindrice, umflate, măsurând 35-200 x 8-18 (27) microni prezentând ocazional și hife vasculare. Cheilocistide (elemente sterile situate pe muchia lamelor) lipsesc. Caulocistidele (cistide situate la suprafața piciorului), constau dintr-o cutis numai puțin diferențiată alcătuită din hife cu elemente cilindrice de 2-5 µm lățime. Prezintă cleme.[9][10]
- Reacții chimice: nu sunt cunoscute.

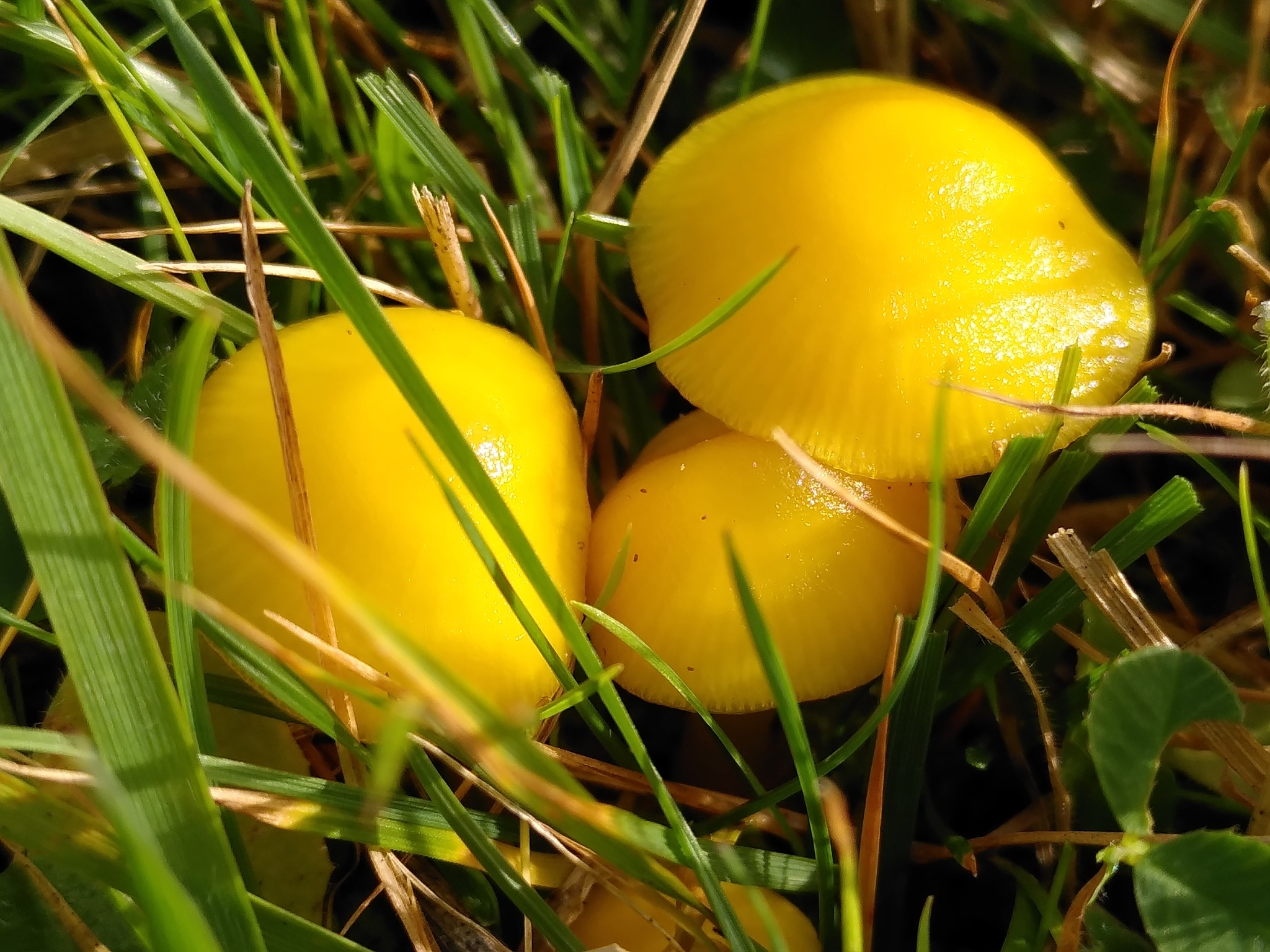
H. ceracea mai tineri
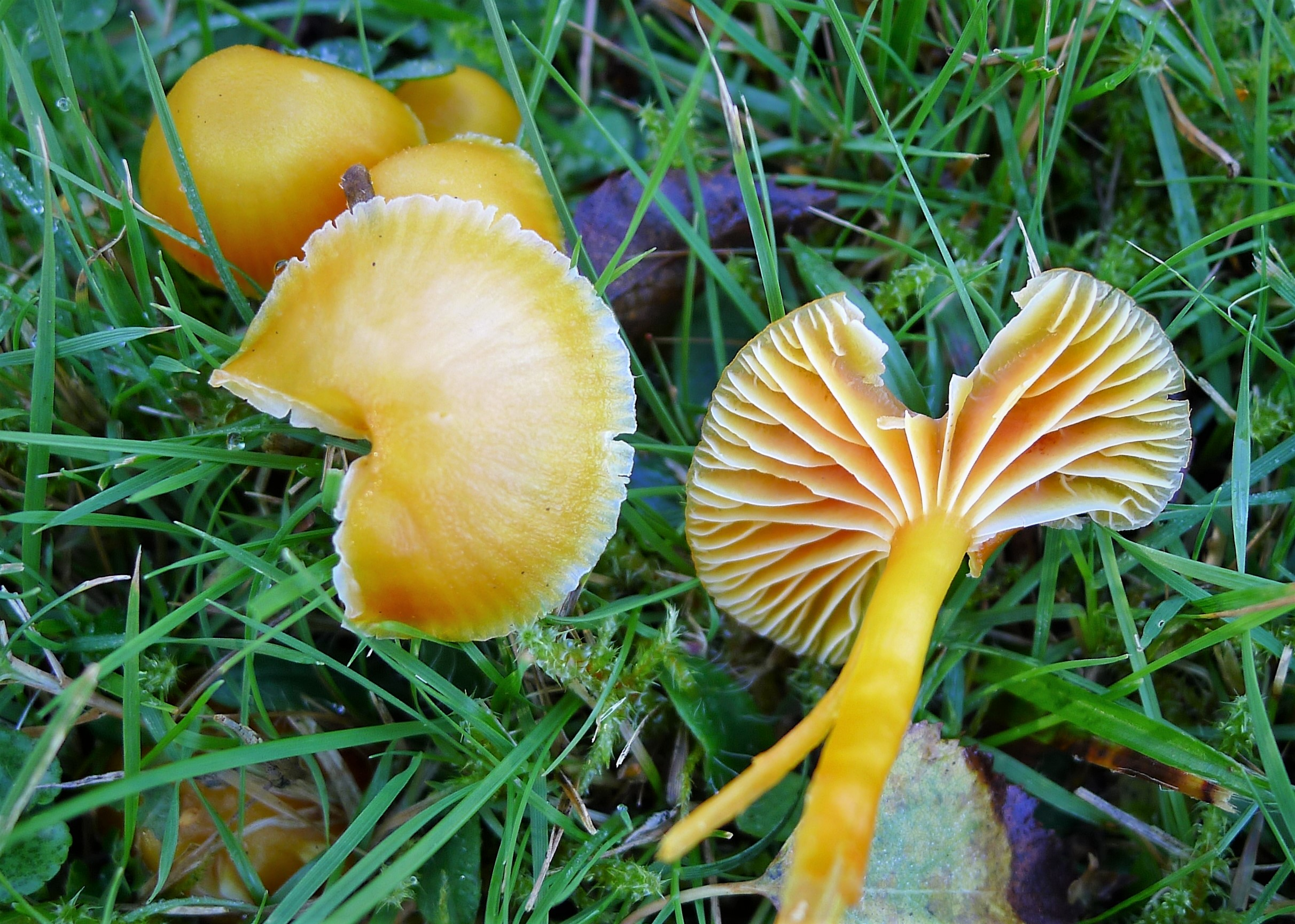
H. ceracea mai bătrâni
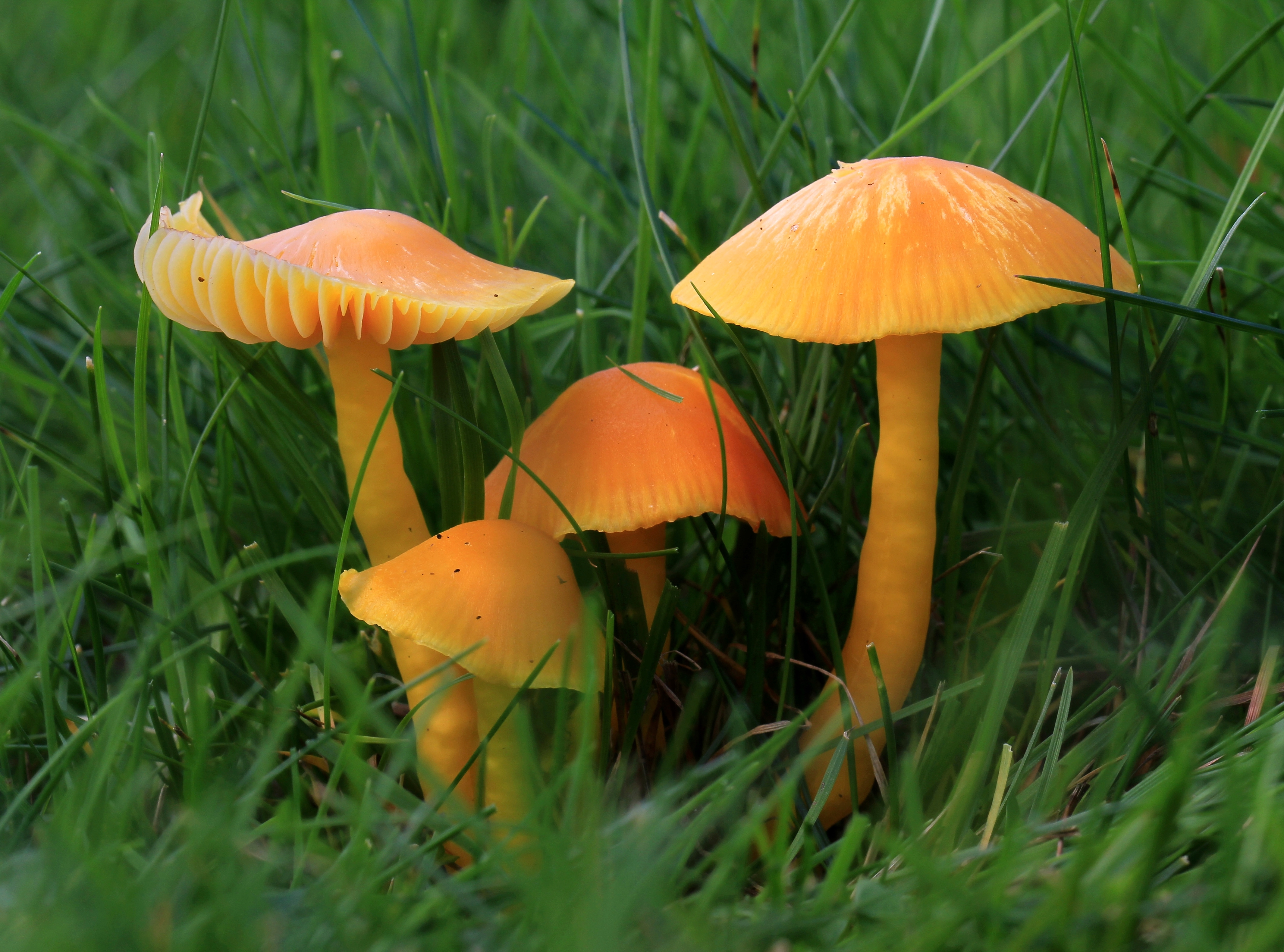
H. ceracea în diverse stadii de evoluție
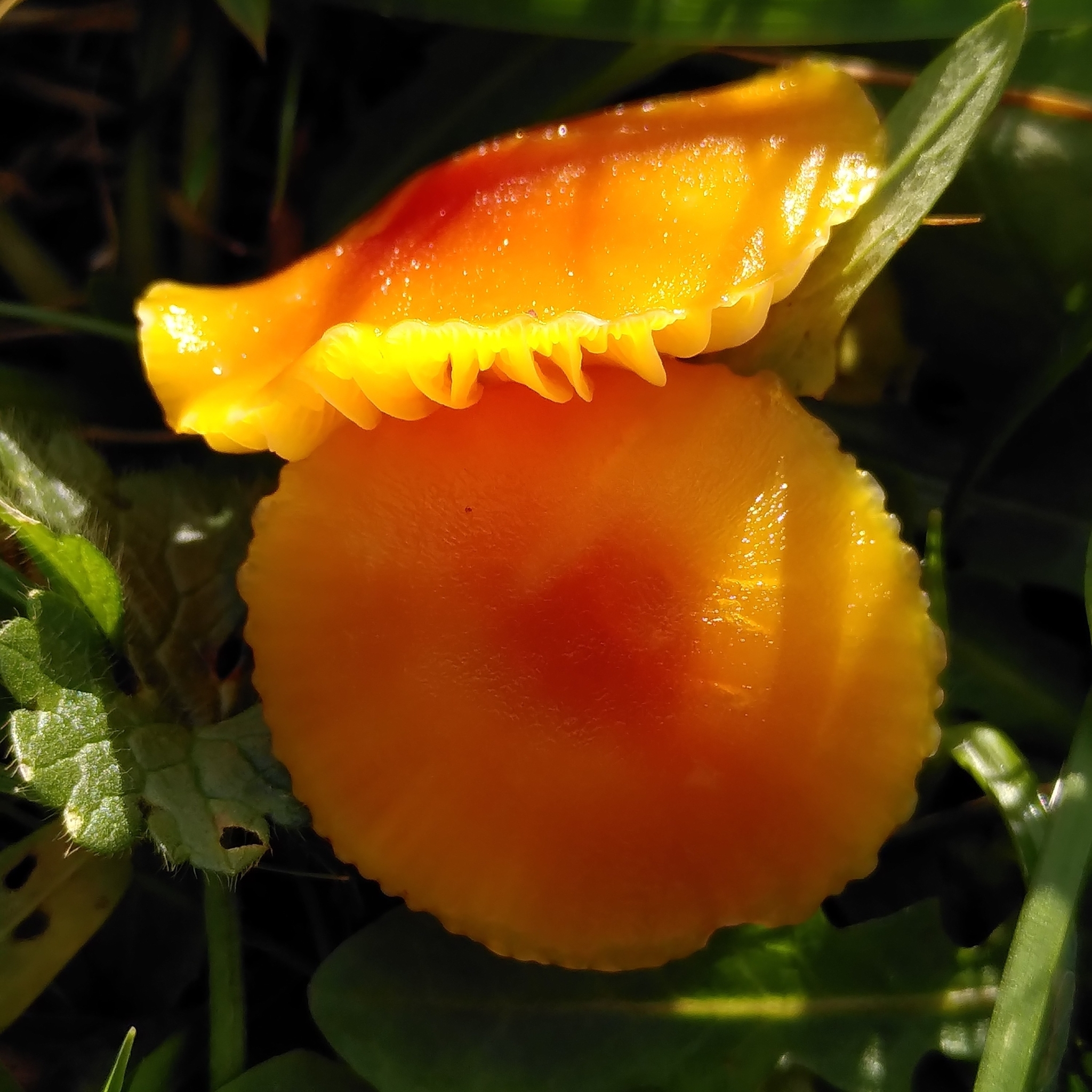
H. ceracea mai roșu-portocalii
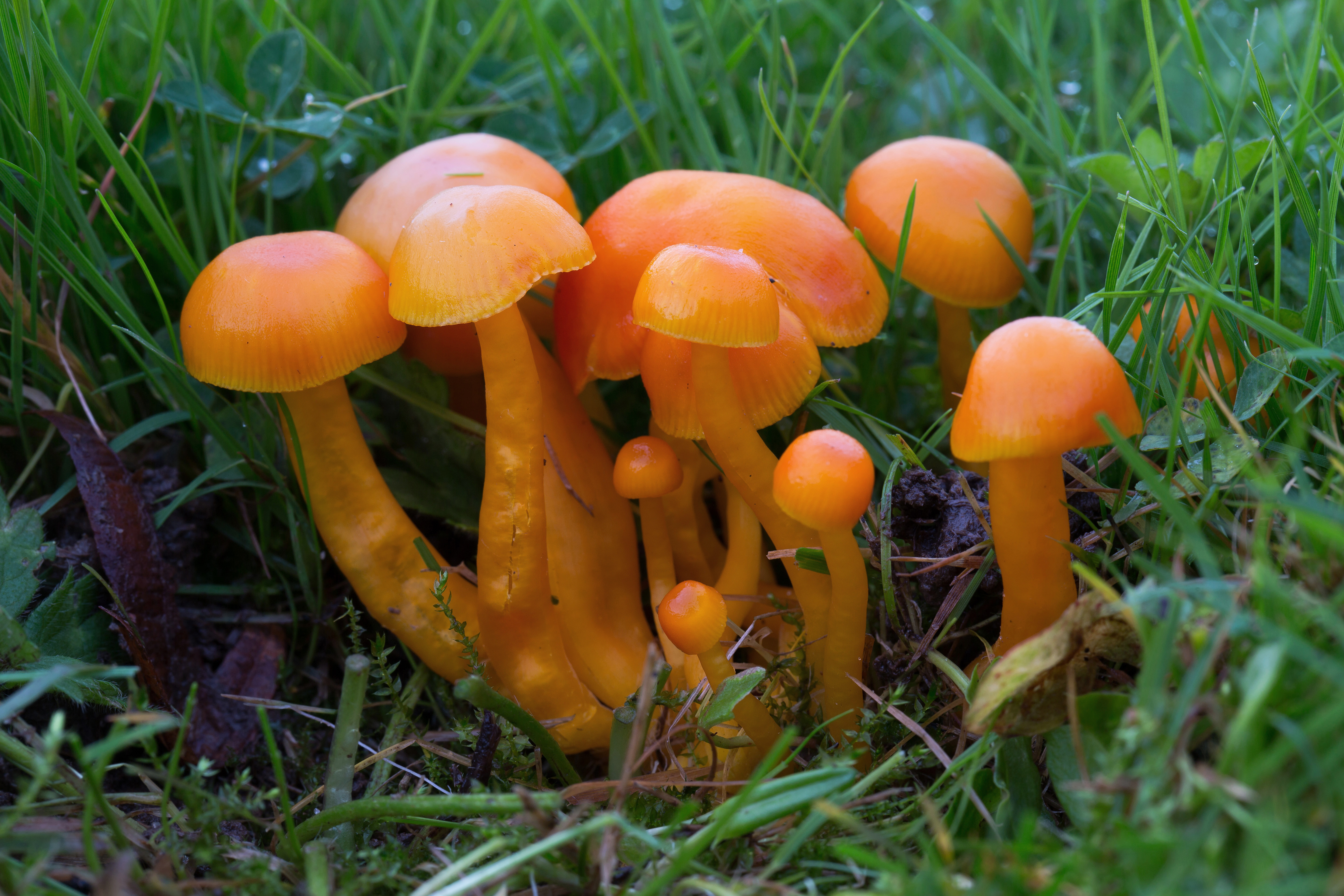
H. ceracea, variație, în mănuchiuri

## Confuzii
Specia poate fi confundată de exemplu cu Hygrocybe acutoconica (comestibilă), Hygrocybe aurantiosplendens (comestibilă), Hygrocybe calciphila (fără valoare culinară), Hygrocybe cantharellus (comestibilă), Hygrocybe chlorophana (comestibilă), Hygrocybe citrina (comestibilă, fără valoare culinară), Hygrocybe flavescens (comestibilă), Hygrocybe glutinipes (fără valoare culinară, pălăria are diametru mai mic de 1-3 cm, preferă apropierea de arbori foioși, miros și gust imperceptibil), Hygrocybe laeta (comestibilă), Hygrocybe miniata (comestibilă), Hygrocybe parvula (fără valoare culinară), Hygrocybe persistens (comestibilă), Hygrocybe subpapillata (fără valoare culinară) + imagini Arhivat în 5 mai 2023, la Wayback Machine. sau Hygrocybe vitellina sin. Gloioxanthomyces vitellinus (fără valoare culinară).

## Specii asemănătoare în imagini

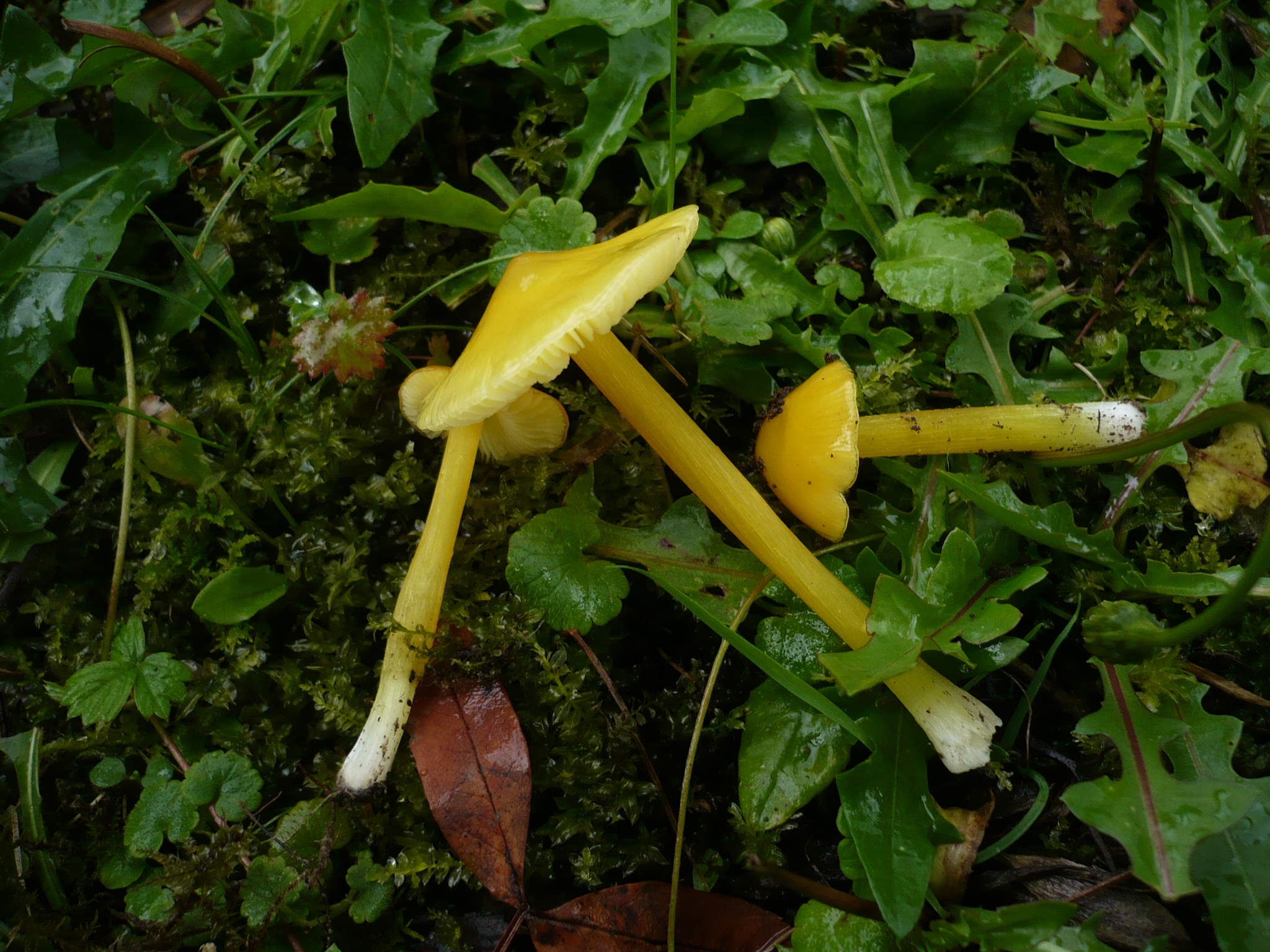
Hygrocybe acutoconica
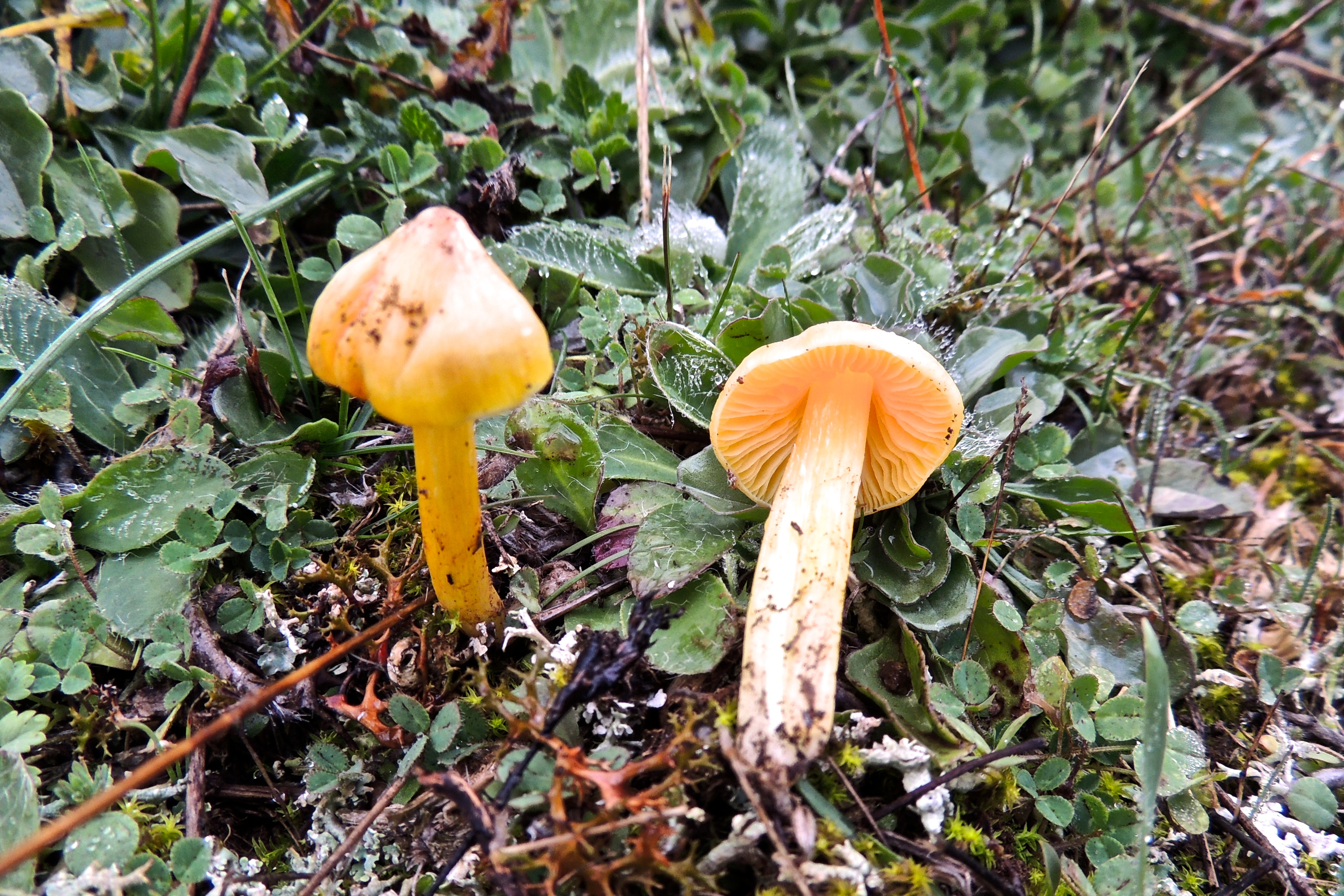
Hygrocybe aurantiosplendens
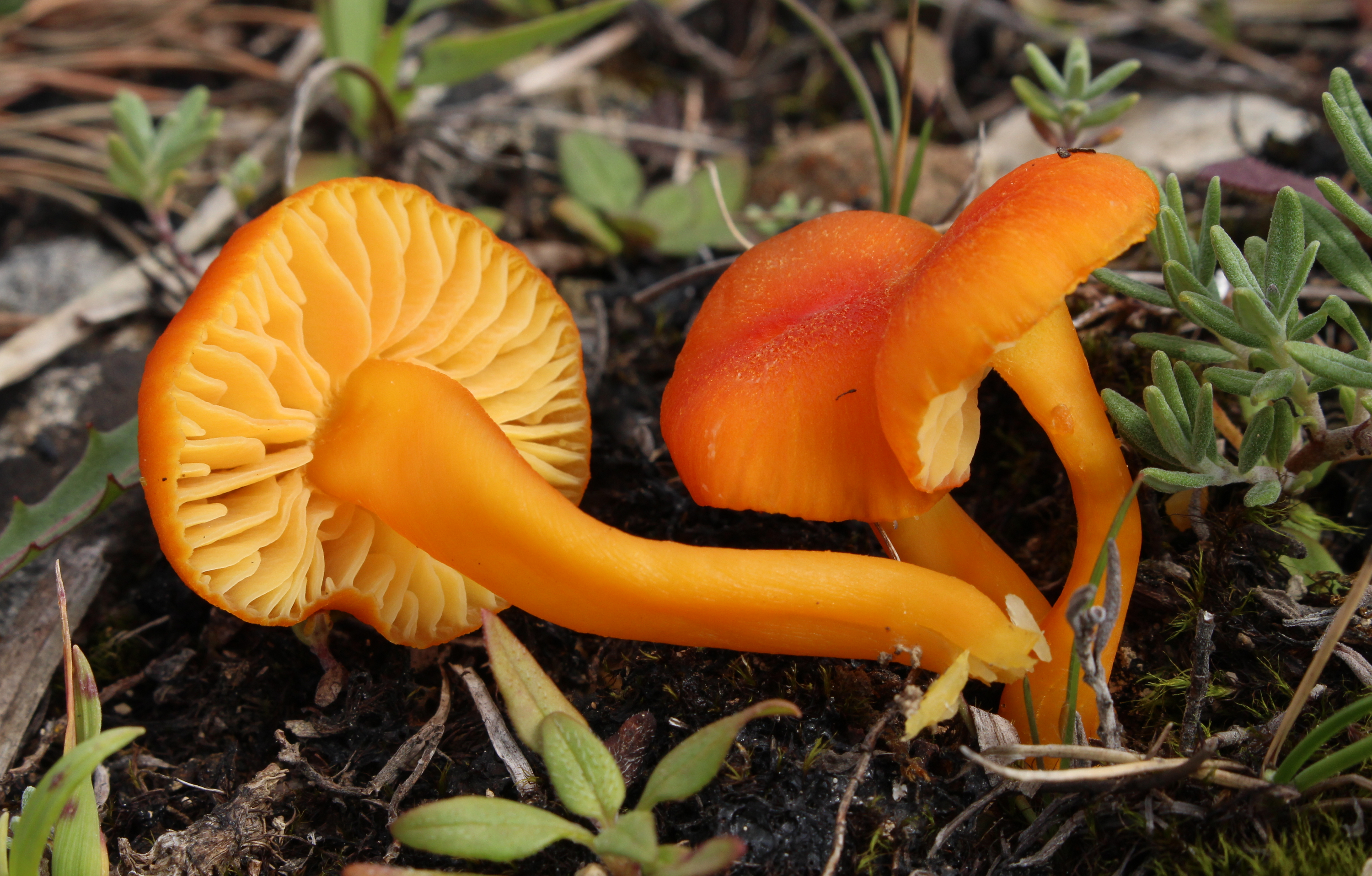
Hygrocybe calciphila
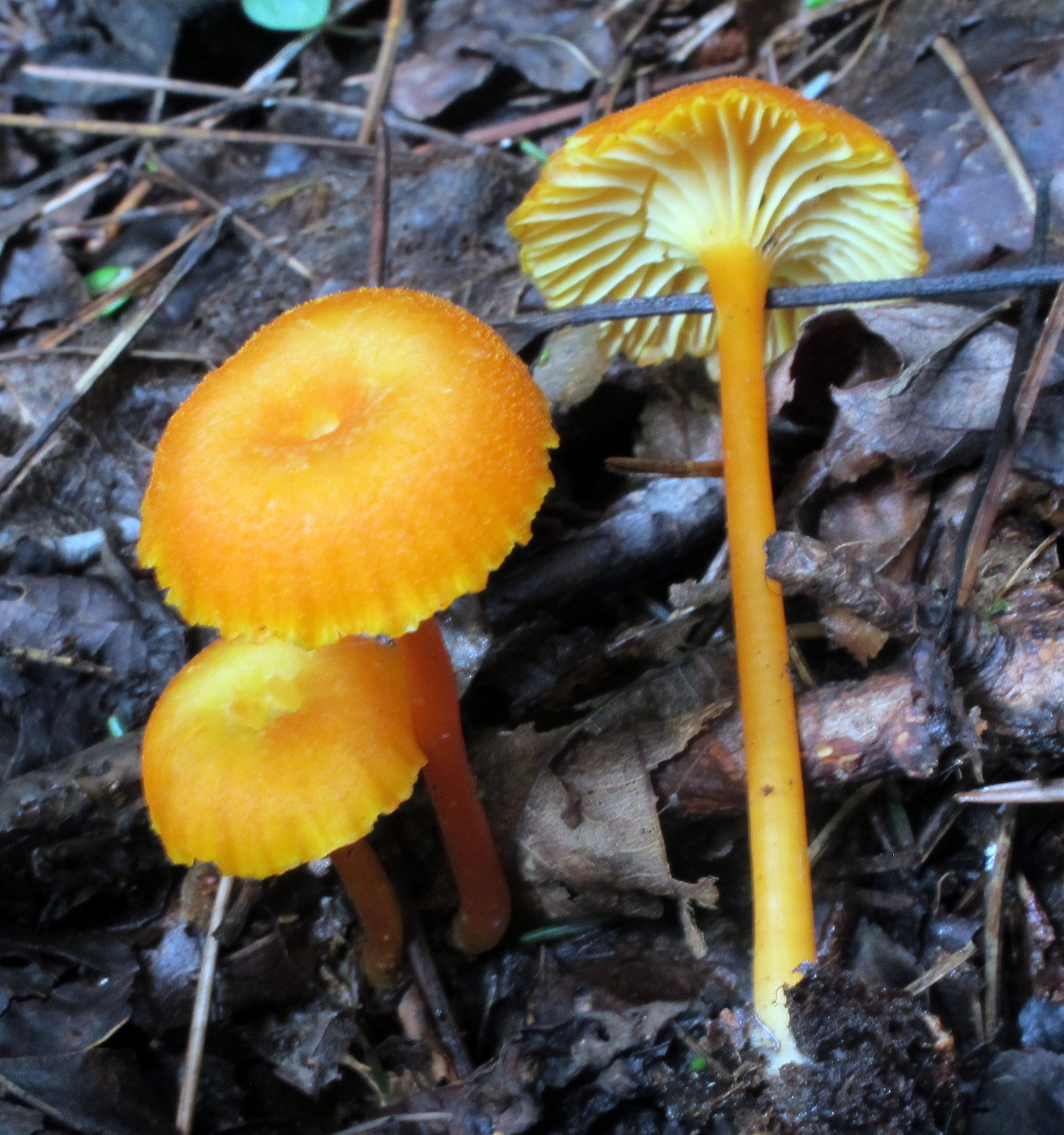
Hygrocybe cantharellus
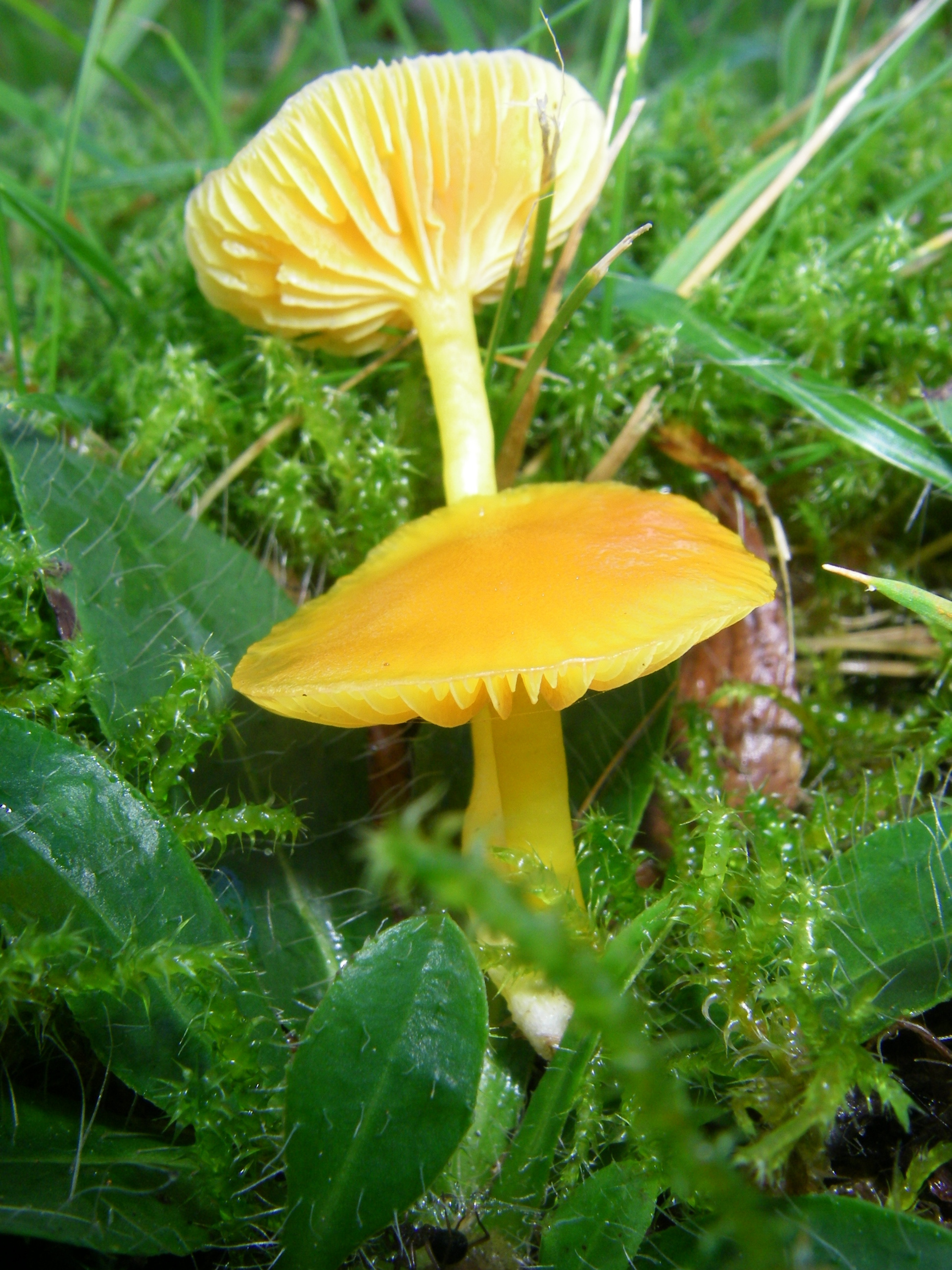
Hygrocybe chlorophana
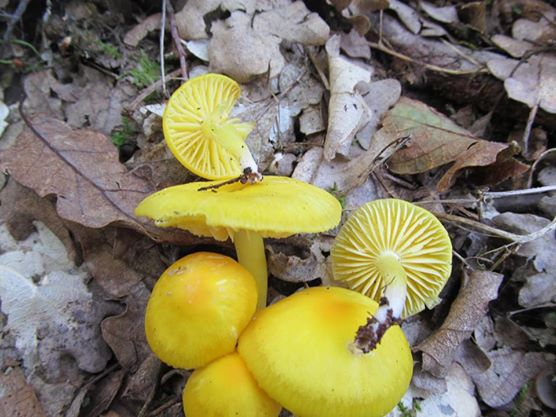
Hygrocybe citrina

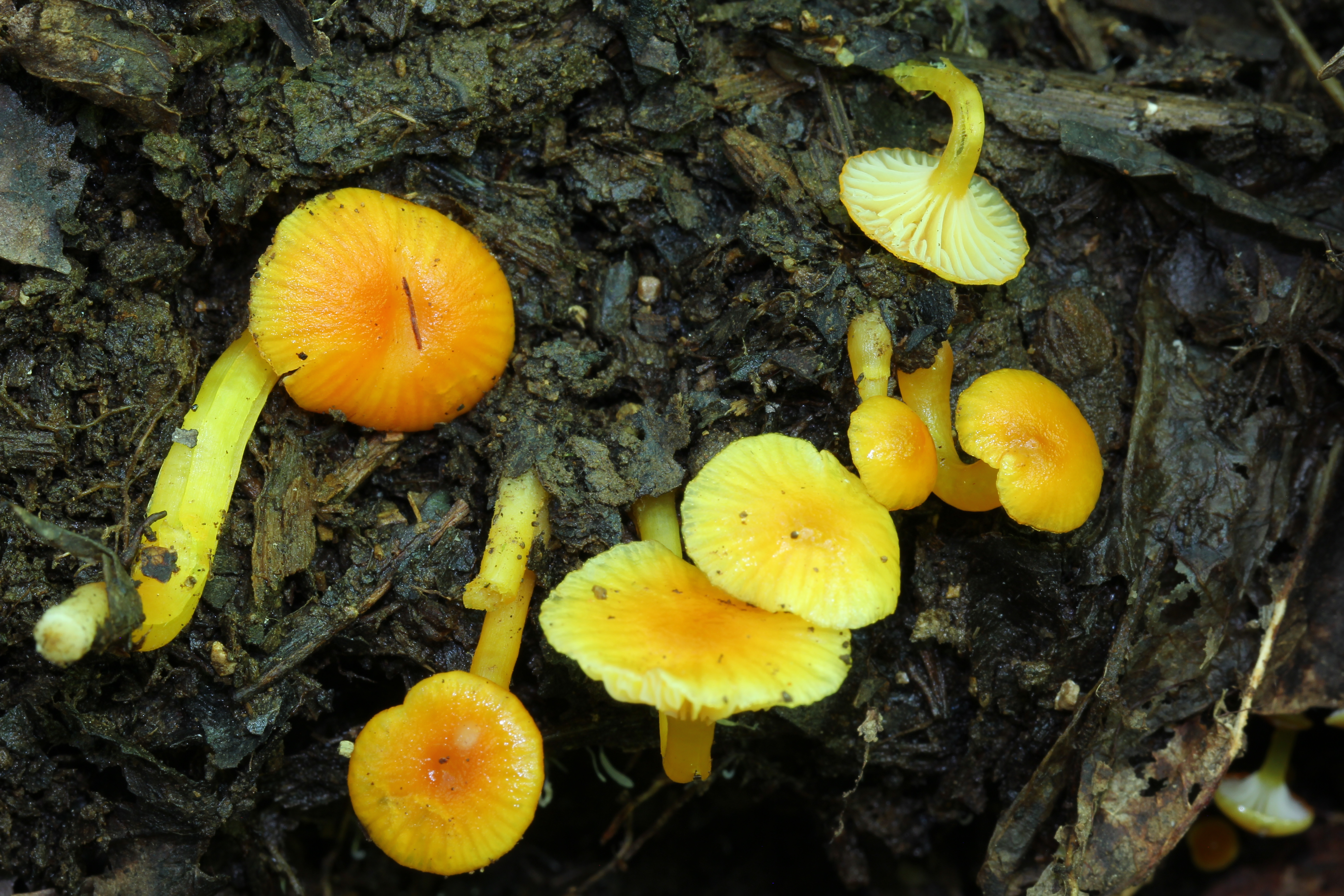
Hygrocybe flavescens
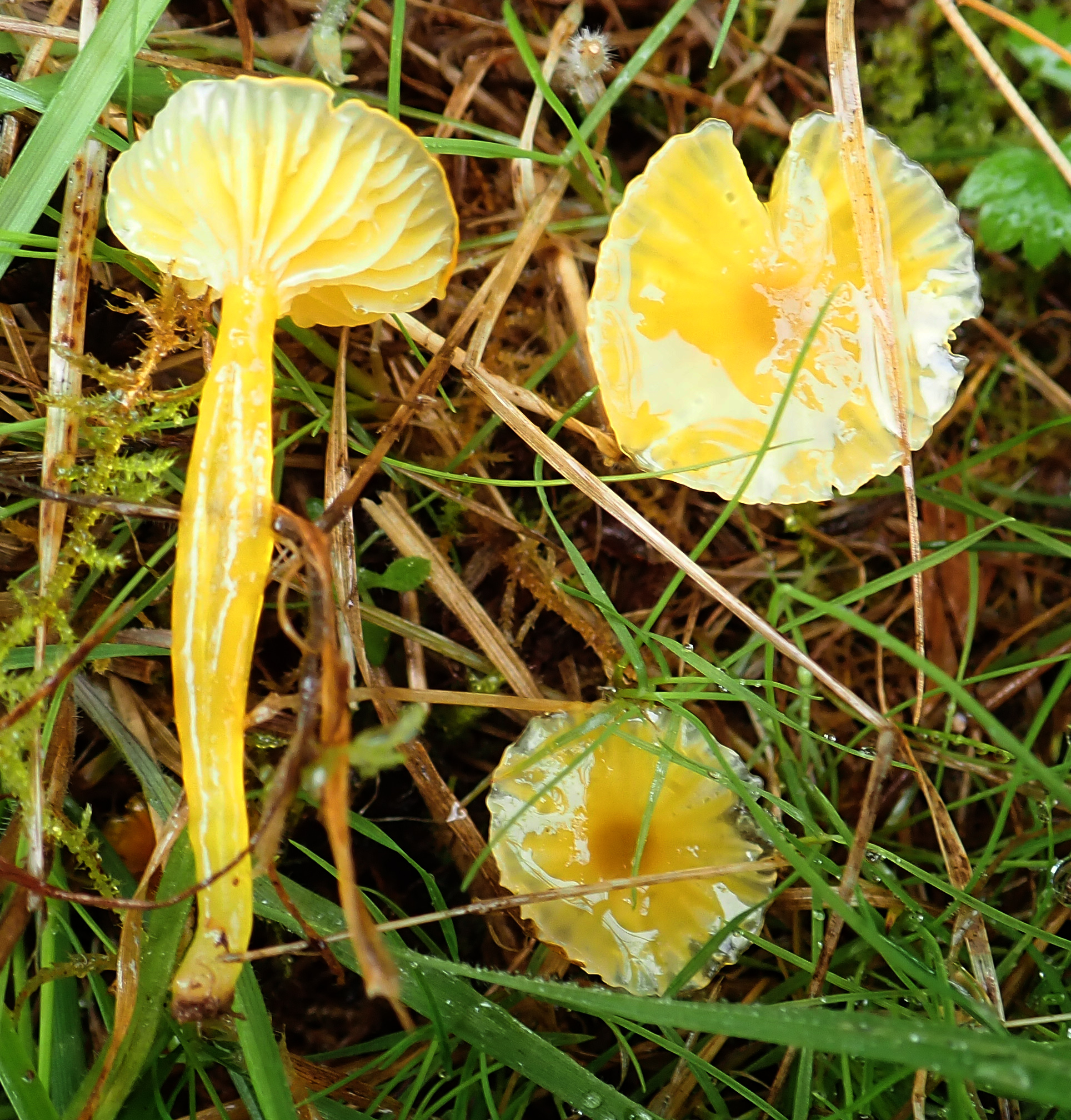
Hygrocybe glutinipes
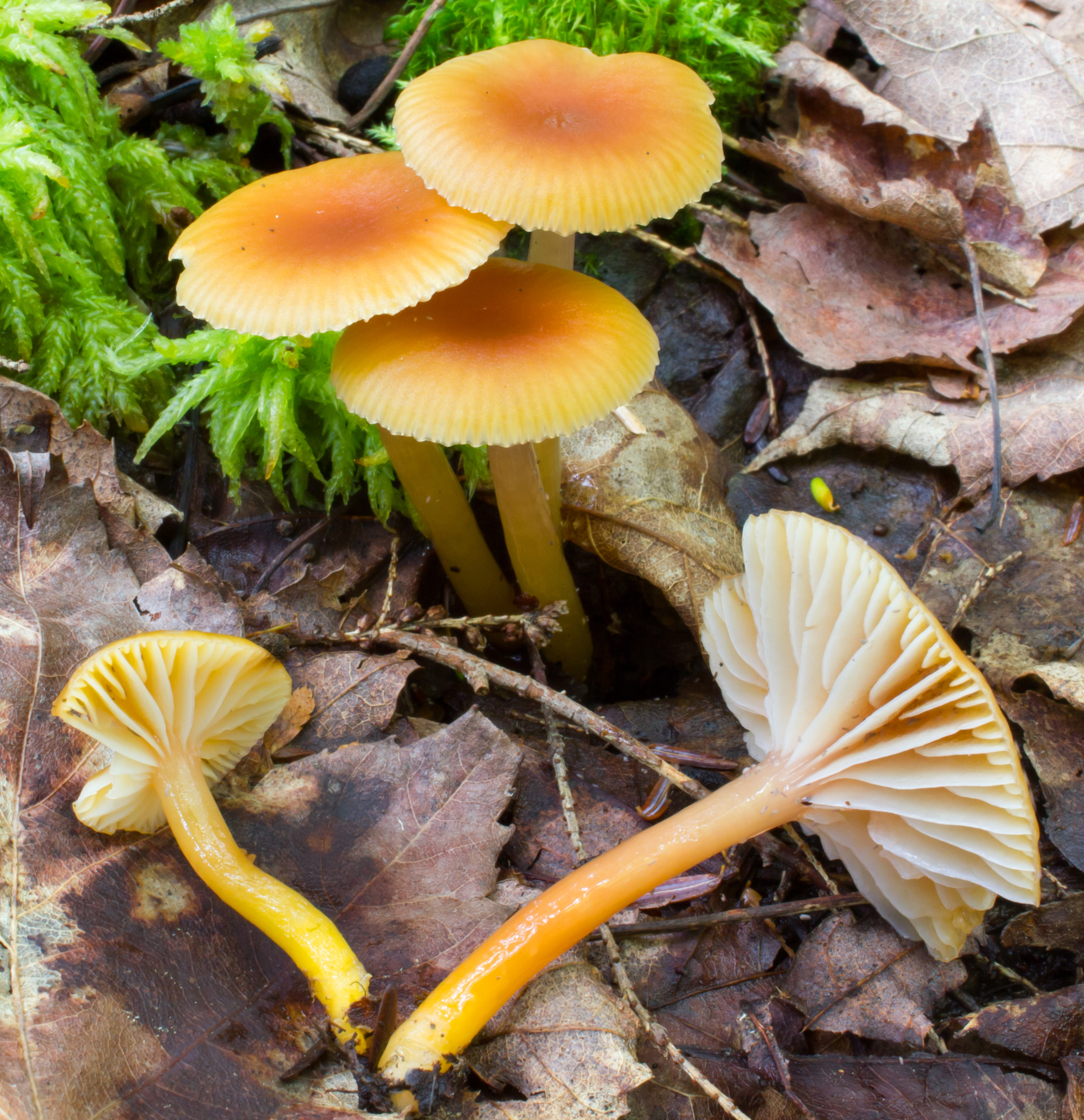
Hygrocybe laeta
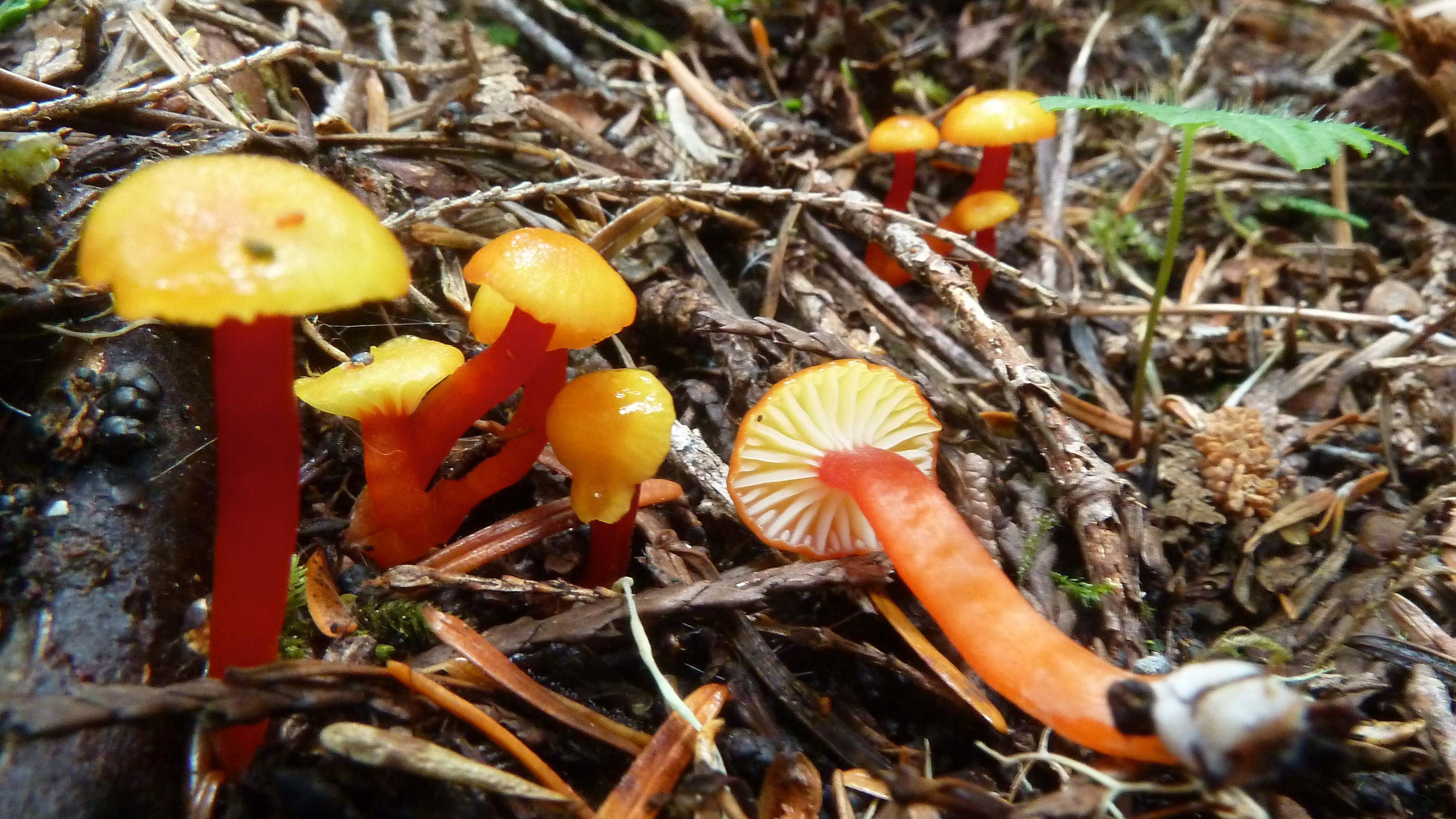
Hygrocybe parvula
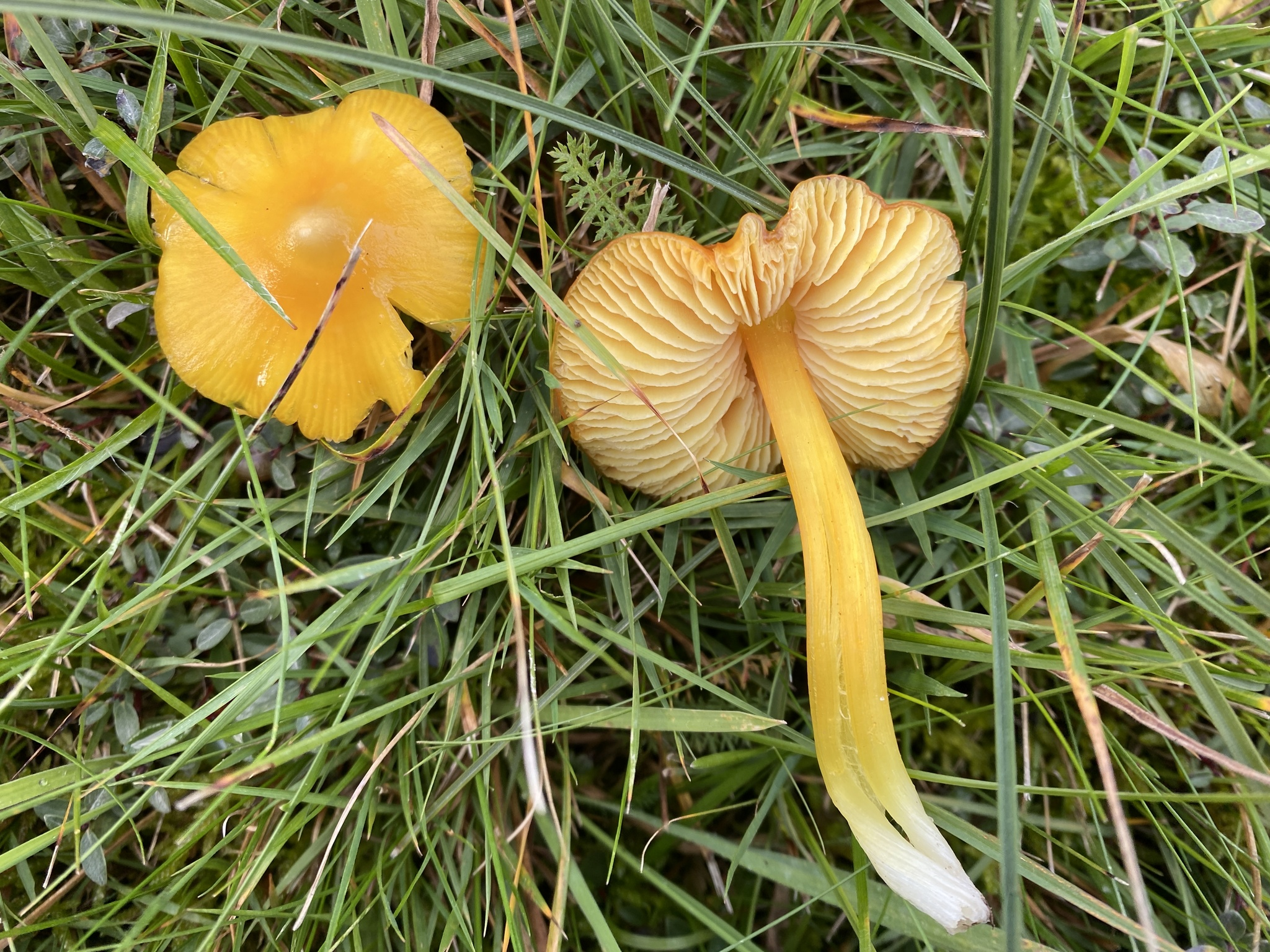
Hygrocybe persistens
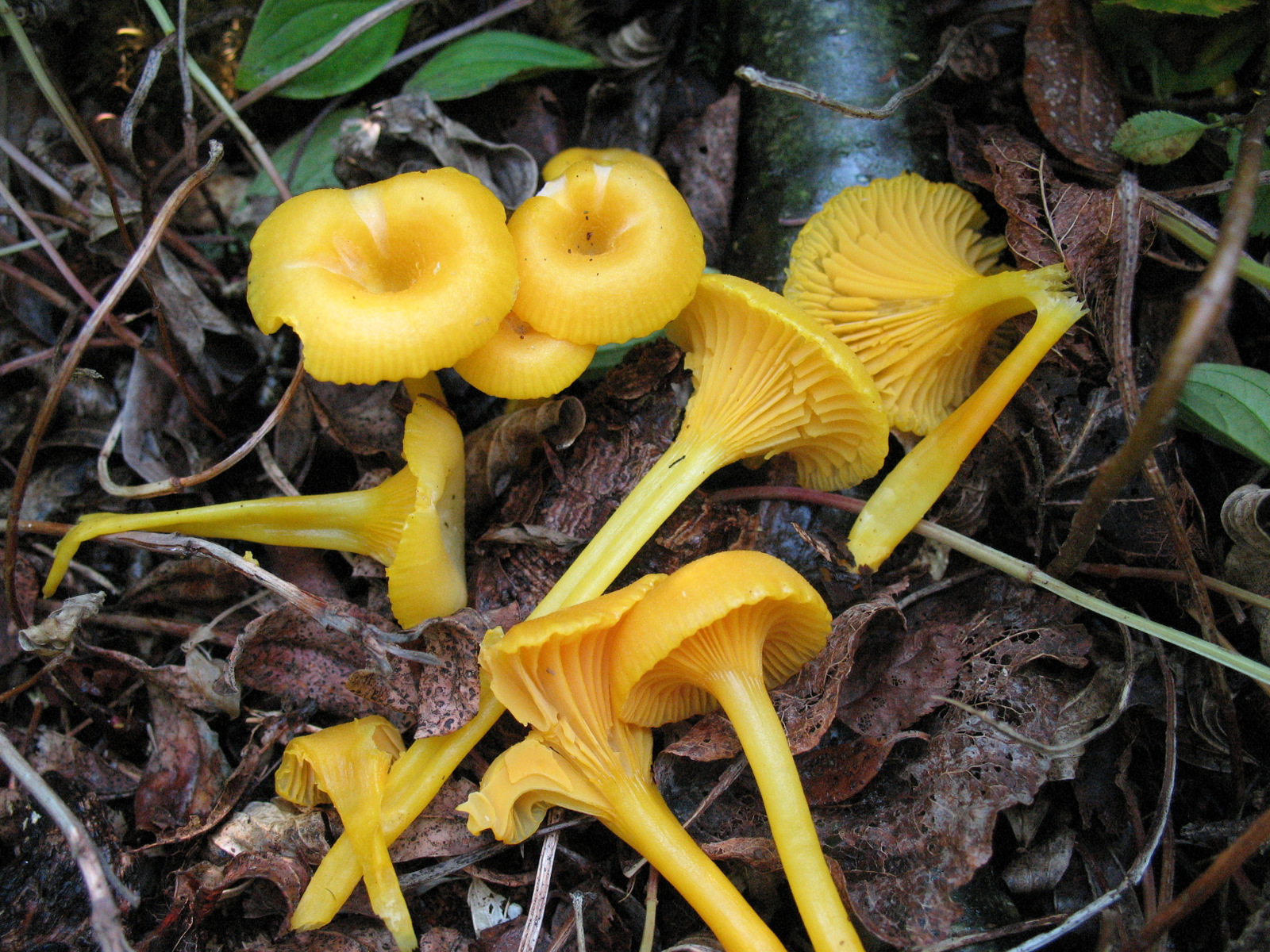
Hygrocybe vitellina

## Valorificare
Hygrocybe ceracea este o specie de ciuperci comestibile, dar fără valoare culinară. După ce apare din ce în ce mai rar, ar trebui fi cruțată și lăsată la loc.